# Estolomimus
Estolomimus is een kevergeslacht uit de familie van de boktorren (Cerambycidae). De wetenschappelijke naam van het geslacht werd voor het eerst geldig gepubliceerd in 1940 door Breuning.

## Soorten
Estolomimus omvat de volgende soorten:
- Estolomimus abjunctus Martins & Galileo, 2002
- Estolomimus apicale Martins & Galileo, 1997
- Estolomimus curtus (Breuning, 1940)
- Estolomimus distinctus Martins & Galileo, 1997
- Estolomimus lichenophorus Martins & Galileo, 2002
- Estolomimus maculatus Martins & Galileo, 2002
- Estolomimus marmoratus Breuning, 1940
- Estolomimus pulvereus Martins & Galileo, 1997
- Estolomimus solidus (Breuning, 1940)
- Estolomimus transversus Martins & Galileo, 2002